# Ethan Kath
Pour les articles homonymes, voir Kath (homonymie).
Ethan Kath, de son vrai nom Claudio Paolo Palmieri, né le 25 décembre 1977, est un musicien canadien, membre, producteur et principal auteur-compositeur du groupe  électro-punk canadien Crystal Castles.

## Biographie
Kath est né de parents italiens à Toronto, en Ontario. Avant Crystal Castles, Kath jouait de différents instruments dans de nombreux groupes. À l'âge de 15 ans, il a joué de la batterie à Jakarta, un groupe anarchiste-hardcore. Plus tard, il a été le bassiste d'un groupe de métal appelé Kïll Cheerleadër. Il a également fait partie d'un groupe de folk en deux parties.
Crystal Castles sont connus pour le caractère insaisissable de leurs vies et de leurs identités hors scène. Kath est régulièrement photographiée portant des sweatshirts à capuche qui masquent une partie ou la totalité de son visage et a pris différents pseudonymes au fil des ans.
En octobre 2017, Alice Glass a publié sur son site officiel une déclaration expliquant son départ de Crystal Castles, accusant le cofondateur Ethan Kath d'abus sexuels, physiques et mentaux. Les accusations détaillent les abus présumés qui ont commencé lorsque Glass avait 15 ans et a commencé à enregistrer avec Kath, et se sont intensifiés jusqu'à son départ éventuel de Crystal Castles. Kath a répondu le même jour dans une déclaration faite à Pitchfork par l'intermédiaire de son avocat, dans laquelle il a qualifié les accusations de "pure fiction" et a déclaré qu'il consultait ses avocats quant à ses options juridiques. Kath a ensuite poursuivi Glass en justice pour diffamation. L'affaire a été classée en février 2018 et la plainte d'Ethan Kath contre Alice Glass pour diffamation a été rejetée.
Le 21 décembre 2017, l'agent de police Allyson Douglas-Cook du service de police de Toronto a confirmé que Palmieri faisait l'objet d'une enquête actuellement ouverte par l'unité des crimes sexuels.